# Георгиос Вардямбасис
Георгиос Вардямбасис (на гръцки: Γεώργιος Βαρδιάμπασης) е гръцки революционер, деец на гръцката въоръжена пропаганда в Македония.

## Биография
Вардямбасис е роден в 1870 година в Ливадия край Ретимно на остров Крит. Става учител и преподава в Ханя, както и различни селища около Ретимно. По време на Критското въстание участва в заседанието на Революционното събрание в Мелидони на 13 – 17 октомври 1897 година и участва в приемането на конституцията на Критската държава.
В началото на XX век, подобно на много бивши критски революционери, се включва в дейността на гръцката пропаганда в Македония и е четник при Павлос Мелас.
В 1912 – 1913 година командва чета в така наречената Епирска борба.
На 4 септември 1943 година германските окупационни части избиват десетки жители на Ливадия, а на следния ден убиват сина на Георгиос Вардямбасис отец Андреас Вардямбасис, докато пее служба в памет на загиналите предния ден. Баща му Георгиос пише поемата „Битката при Армагедон“ в памет на загиналите, издадена в 2010 година.
Умира в 1957 година.